# 切尔韦泰里
切尔韦泰里（義大利語：Cerveteri）是意大利拉齐奥大区罗马首都广域市的一个市镇，面积134平方公里，人口35,517人（2004年）。
切尔韦泰里的伊特鲁里亚文明遗址于2004年入选联合国教科文组织世界文化遗产。

## 友好城市
- 德国菲尔斯滕费尔德布鲁克
- 法國 利夫里加尔冈
- 西班牙阿尔穆涅卡尔
- 中国北京延庆县